# Ричард Дюранд
Ричард Дюранд (англ. Richard Durand), настоящее имя — Рихард ван Схоневелд (нидерл. Richard van Schooneveld; род. 5 апреля 1976, Амстердам) — нидерландский музыкант, композитор, музыкальный продюсер и диджей, выступающий в стиле транс. Проживает в Амстердаме.

## Биография
Свой первый сингл «Make Me Scream» Ричард Дюранд выпустил в 2005 году на лейбле Terminal 4.
В 2007 году известный диджей Tiësto включил Ричарда Дюранда в свой персональный список лучших диджеев 2007 года, опубликованный в DJ Magazine. В том же году Ричард Дюранд попал в топ-100 лучших диджеев мира по версии DJ Mag, заняв 91-е место. В последующие пять лет входил в топ-100 диджеев по версии DJ Magazine: в 2008 году занял в голосовании DJ Mag 66-е место, в 2009 году — 49-е место, в 2010 году — 54-е место, в 2011 году — 59-е место, в 2012 году — 89-е место.
Получил известность после создания ремиксов на синглы Tiësto «Lethal Industry», «Flight 643», «Break My Fall» и переработок треков «Smack My Bitch Up» от The Prodigy и «Chasing Cars» от Snow Patrol.
В 2009 году выпустил свой дебютный студийный альбом под названием Always the Sun. С альбома вышло три сингла: «Into Something», «Always the Sun» и «No Way Home».
С 2010 по 2015 год Дюранд выпустил шесть сборников из серии In Search of Sunrise, запущенной ранее диджеем Tiësto. Первым из них стал сборник In Search of Sunrise 8: South Africa.
В 2011 году вышел второй студийный альбом Дюранда под названием Wide Awake.
В 2012 году вышел альбом Richard Durand Versus The World, на котором Дюранд записал совместные треки с Полом Окенфолдом, Protoculture, Bobina, Heatbeat и другими транс-исполнителями с разных континентов.
В 2018 году вышел новый альбом The Air We Breathe, несколько треков в нём были написаны совместно с другими транс-исполнителями, включая Майка Шмида, Марка Шерри, Marco V и Кристину Новелли. В том же году трек Ричарда Дюранда совместно с Кристиной Новелли «The Air I Breathe» был признан лучшим транс-треком года по версии слушателей радиошоу A State of Trance. Год спустя другой трек Дюранда и Кристины Новелли под названием «Save You» занял 2-е место в голосовании слушателей A State of Trance на звание лучшего трека 2019 года.

## Дискография

### Студийные альбомы
- Always the Sun (2009)
- Wide Awake (2011)
- Richard Durand Versus The World (2012)
- The Air We Breathe (2018)
- Reactivate (2022)

### Сборники / миксы
Серия In Search of Sunrise
- In Search of Sunrise 8: South Africa (2010)
- In Search of Sunrise 9: India (2011)
- In Search of Sunrise 10: Australia (2012)
- In Search of Sunrise 11: Las Vegas (2013)
- In Search of Sunrise 12: Dubai (2014)
- In Search of Sunrise 13.5: Amsterdam (2015)
- Portrait (2013)

### Синглы
| Год  | Сингл                                                            |
| ---- | ---------------------------------------------------------------- |
| 2005 | Make Me Scream                                                   |
| 2006 | Slipping Away                                                    |
| 2006 | Sunhump 2006                                                     |
| 2007 | Any Time                                                         |
| 2007 | For the Believers 2.0                                            |
| 2007 | Inside My Brain                                                  |
| 2007 | Submerge                                                         |
| 2007 | Sweep and Repeat                                                 |
| 2008 | Ledged Up                                                        |
| 2008 | Predator vs. Cha Cha                                             |
| 2008 | Weep                                                             |
| 2009 | Always the Sun                                                   |
| 2009 | No Way Home                                                      |
| 2009 | Into Something                                                   |
| 2009 | Silver Key                                                       |
| 2009 | Tiger’s Apology                                                  |
| 2010 | N.Y.C. (совместно с JES)                                         |
| 2010 | Dryland (совместно с Phynn)                                      |
| 2010 | Night and Day (совместно с Кристианом Бернсом)                   |
| 2010 | Xelerate                                                         |
| 2011 | Wide Awake                                                       |
| 2011 | Explode (совместно с Kash)                                       |
| 2011 | Run to You (совместно с Hadley)                                  |
| 2011 | Robotic / Real Deal                                              |
| 2012 | Trancefusion                                                     |
| 2012 | Paint The Sky (совместно с Педро дель Маром и Робертой Харрисон) |
| 2013 | Radical                                                          |
| 2013 | Destination Prague                                               |
| 2013 | Super Dad                                                        |
| 2013 | Trancematic                                                      |
| 2013 | Running On Empty (совместно с Нив Кеннеди)                       |
| 2013 | L.A. Rock!                                                       |
| 2014 | Shield Of Faith (совместно с Синтией Холл)                       |
| 2014 | In Your Hands (совместно с Fisher)                               |
| 2014 | Blast                                                            |
| 2015 | Face Of Chaos                                                    |
| 2015 | Wanted                                                           |
| 2015 | Art Of Noise                                                     |
| 2015 | Oxygen                                                           |
| 2015 | Brotherhood                                                      |
| 2016 | Coca                                                             |
| 2016 | Dark Rising                                                      |
| 2016 | Breakdown                                                        |
| 2016 | Proxima C                                                        |
| 2017 | One Thing                                                        |
| 2017 | Coma (совместно с Дэвидом Форбсом)                               |
| 2017 | Rivella (совместно с Сидом ван Рилом)                            |
| 2017 | Freeze                                                           |
| 2017 | Downfection                                                      |
| 2017 | Insincere (совместно с Аланом Морроу)                            |
| 2017 | Silent Running                                                   |
| 2018 | Aida                                                             |
| 2018 | Pelican Rouge                                                    |
| 2018 | Savage                                                           |
| 2018 | Pandora                                                          |
| 2018 | Universal Minds (совместно с Сидом ван Рилом)                    |
| 2018 | Cosmic Dawn (совместно с Марком Шерри)                           |
| 2018 | Enigma                                                           |
| 2018 | Skies Above                                                      |
| 2018 | The Air I Breathe (совместно с Кристиной Новелли)                |
| 2018 | Lotus                                                            |
| 2019 | Vortex (совместно с Marco V)                                     |
| 2019 | Kill The Fear (совместно с Майком Шмидом)                        |
| 2019 | Save You (совместно с Кристиной Новелли)                         |
| 2019 | Legends Of The Moon                                              |
| 2020 | Malam (совместно с Деннис Шепердом и Роджером Ша)                |